# Холандија на Светском првенству у атлетици у дворани 2014.
Холандија је учествовала на Светском првенству у атлетици у дворани 2014. одржаном у Сопоту од 7. до 9. марта петнаести пут, односно на свим првенствима до данас. Холандија је пријавила 14 такмичара (6 мушкарца и 8 жена) али у стартним листама трка 60 м препоне (Gregory Sedoc) и 400 м (Madiea Ghafoor) нема њихових такмичара тако да је репрезентацију Холандије представљало је 12 такмичара (5 мушкарца и 7 жена), који су се такмичили у девет дисциплина.,
На овом првенству Холандија је по броју освојених медаља делила 14. место са освојеном једном медаљом (златна). Поред медаље њени такмичари су остварили један светски рекорд сезоне, четири лична и пет личних рекорда сезоне. У табели успешности према броју и пласману такмичара који су учествовали у финалним такмичењима (првих 8 такмичара) Холандија је са 4 учесника у финалу дели 13. место са 21 бодом.
| Плас. | Земља     | 1. место | 2. место | 3. место | 4. место | 5. место | 6. место | 7. место | 8. место | Бр. финал. | Бод. |
| ----- | --------- | -------- | -------- | -------- | -------- | -------- | -------- | -------- | -------- | ---------- | ---- |
| =13.  | Холандија | 1        | 0        | 0        | 1        | 2        | 0        | 0        | 0        | 4          | 21   |

## Учесници
| Мушкарци: - Брам Петерс — 400 м - Тијемен Куперс — 800 м - Кун Смет — 60 м препоне - Игнисиус Гајса — Скок удаљ - Елко Синтниколас — Седмобој | Жене: - Дафне Схиперс — 60 м - Јамиле Самуел — 60 м - Lisanne de Witte — 400 м - Nicky van Leuveren — 400 м - Сифан Хасан — 3.000 м - Rosina Hodde — 60 м препоне - Надин Брурсен — Петобој |  |

## Освајачи медаља (1)

### Злато (1)
- Надин Брурсен — Петобој

## Резултати

### Мушкарци
| Атлетичар      | Дисциплина   | Лични рекорд | Квалификације  | Квалификације | Полуфинале           | Полуфинале           | Финале               | Финале       | Детаљи |
| Атлетичар      | Дисциплина   | Лични рекорд | Резултат       | Место         | Резултат             | Место                | Резултат             | Место        | Детаљи |
| -------------- | ------------ | ------------ | -------------- | ------------- | -------------------- | -------------------- | -------------------- | ------------ | ------ |
| Брам Петерс    | 400 м        | 46,71 НР     | 47,50          | 4. у гр. 4    | Није се квалификовао | Није се квалификовао | Није се квалификовао | 21 / 25 (27) |        |
| Тијемен Куперс | 800 м        |              | 1:46,55 кв, ЛР | 3. у гр. 2    |                      |                      | 1:47,74              | 5 / 17 (19)  |        |
| Кун Смет       | 60 м препоне | 7,67         | 3:42,51        | 6. у гр. 2    | Није се квалификовао | Није се квалификовао | Није се квалификовао | 22 / 29 (31) |        |
| Игнисиус Гајса | Скок удаљ    | 8,36         | 7,99 ЛРС       | 10            |                      |                      | Није се квалификовао | 10 / 17      |        |

Седмобој
| Дисциплина   | Елко Синтниколас | Елко Синтниколас | Елко Синтниколас | Елко Синтниколас | Елко Синтниколас | Елко Синтниколас |
| Дисциплина   | Лич. рек.        | Резултат         | Бод.             | Плас.            | Укупно           | Плас.            |
| ------------ | ---------------- | ---------------- | ---------------- | ---------------- | ---------------- | ---------------- |
| 60 м         | 6,88             | 7,01 ЛРС         | 879              | 4                |                  |                  |
| Скок удаљ    | 7,65             | 7,14             | 847              | 7                | 1.726            | 7                |
| Бацање кугле | 14,66            | 14,39            | 752              | 5                | 2.478            | 7                |
| Скок увис    | 2,08             | 2,03 ЛРС         | 831              | 6                | 3.309            | 7                |
| 60 м препоне | 7,88             | 8,05 ЛРС         | 969              | 4                | 4.278            | 7                |
| Скок мотком  | 5,52             | 5,40 ЛРС         | 1.035            | 1                | 5.313            | 4                |
| 1.000 м      | 2:38,73          | 2:38,98 ЛРС      | 885              | 3                |                  |                  |
| Седмобој     | 6.372 НР         |                  |                  |                  | 6.198            | 4 / 8            |

### Жене
| Атлетичарка        | Дисциплина   | Лични рекорд | Квалификације | Квалификације | Полуфинале                       | Полуфинале                       | Финале                | Финале                | Детаљи |
| Атлетичарка        | Дисциплина   | Лични рекорд | Резултат      | Место         | Резултат                         | Место                            | Резултат              | Место                 | Детаљи |
| ------------------ | ------------ | ------------ | ------------- | ------------- | -------------------------------- | -------------------------------- | --------------------- | --------------------- | ------ |
| Дафне Схиперс      | 60 м         | 7,14         | 7,19 КВ       | 2. у гр. 1    | 7,18                             | 4. у гр. 2                       | Нису се квалификовале | 10 / 43               |        |
| Јамиле Самуел      | 60 м         | 7,26         | 7,34 кв       | 5. у гр. 4    | 7,39                             | 8. у гр. 1                       | Нису се квалификовале | 23 / 43               |        |
| Lisanne de Witte   | 400 м        | 52,62        | 52,61 КВ, ЛР  | 2. у гр. 2    | Дисквалификована по чл. 163.2(б) | Дисквалификована по чл. 163.2(б) | Није се квалификовала | Није се квалификовала |        |
| Nicky van Leuveren | 400 м        | 52,49        | 53,34         | 4. у гр. 3    | Није се квалификовала            | Није се квалификовала            | Није се квалификовала | 16 / 18               |        |
| Сифан Хасан        | 3.000 м      | 8:45,32      | 8:58,50 КВ    | 2. у гр. 1    |                                  |                                  | 9:03,22               | 5 / 15                |        |
| Rosina Hodde       | 60 м препоне | 8,08         | 8,07 кв, ЛР   | 4. у гр. 1    | 8,14                             | 7. у гр. 2                       | Није се квалификовала | 15 / 29 (30)          |        |

Петобој
| Дисциплина   | Надин Брурсен | Надин Брурсен | Надин Брурсен | Надин Брурсен | Надин Брурсен  | Надин Брурсен |
| Дисциплина   | Лич. рек.     | Резултат      | Бод.          | Плас.         | Укупно         | Плас.         |
| ------------ | ------------- | ------------- | ------------- | ------------- | -------------- | ------------- |
| 60 м препоне | 8,32          | 8,32 ЛР       | 1.057         | 3             |                |               |
| Скок увис    | 1,90          | 1,93 НР       | 1.145         | 1             | 2.202          | 1             |
| Бацање кугле | 14,93         | 14,59 ЛР      | 833           | 4             | 3.035          | 1             |
| Скок удаљ    | 6,18          | 6,17 ЛР       | 902           | 4             | 3.937          | 1             |
| 800 м        |               | 2:14,97 ЛР    | 893           | 6             |                |               |
| Петобој      |               |               |               |               | 4.830, СРС, ЛР |               |